# 拉涅罗·尼古拉
拉涅罗·尼古拉（義大利語：Raniero Nicolai，1893年10月5日—1958年4月2日），意大利诗人。他曾代表意大利参加1920年夏季奥林匹克运动会艺术比赛，获得一枚金牌。